# Melolontha
Melolontha – rodzaj chrząszczy z podrodziny chrabąszczowatych (Melolonthinae). Gatunkiem typowym rodzaju jest Scarabaeus melolontha.

## Gatunki
- Melolontha aceris
- Melolontha afflicta
- Melolontha albida
- Melolontha anita
- Melolontha argus
- Melolontha bifurcata
- Melolontha chinensis
- Melolontha ciliciensis
- Melolontha flabellata
- Melolontha frater
- Melolontha fuscotestacea
- Melolontha guttigera
- Melolontha hippocastani – chrabąszcz kasztanowy
- Melolontha incana
- Melolontha insulana
- Melolontha japonica
- Melolontha kraatzi
- Melolontha melolontha – chrabąszcz majowy
- Melolontha papposa
- Melolontha pectoralis
- Melolontha rubiginosa
- Melolontha rufocrassa
- Melolontha satsumaenis
- Melolontha virescens